# Mednarodno letališče Tuzla
Mednarodno letališče Tuzla (bosansko Međunarodni Aerodrom Tuzla) je letališče v Bosni in Hercegovini, ki primarno oskrbuje Tuzlo.